# Urani Rumbo
Urani Rumbo (Stegopul, 1895 - 1936) va ser una feminista, mestra i dramaturga albanesa que fundà diverses associacions que promouen els drets de les dones albaneses, la més important de les quals fou el Lidhja e Gruas (La unió de la dona), una de les primeres organitzacions feministes prominents d'Albània.

## Biografia
Urani Rumbo va néixer al desembre 1895 a Stegopul, un poble proper Gjirokastër, a l'Albània del sud. El seu pare, Spiro Rumbo, era un mestre en els pobles propers i la seva mare, Athanaji, era mestressa de casa. Va tenir tres germans, Kornil, Thanas i Dhimitër Rumbo, i una germana, Emily, també mestra a l'escola elemental. Va rebre educació elemental i va completar sis graus a l'escola de Filiates, on el seu pare treballava com a mestre. Alhora va fer feines amb folkloristes albanesos notables i escriptors. Va escriure en albanès i grec amb fluïdesa i, des dels quinze anys, va començar a ensenyar literatura albanesa. Des de 1910, Rumbo va assistir a un institut a Ioannina, però la seva educació va ser interrompuda per les guerres balcàniques. Durant la guerra va aprendre italià i francès.
De 1916 a 1917 va treballar a Dhoksat, una ciutat a l'Albània del sud, com a mestra de literatura albanesa, on va promoure l'ús de l'albanés. De 1917 a 1918 va ensenyar a Mingul i Nokovë, mentre que el 1919 va ensenyar en el De Rada School of Gjirokastër. El 1919, va començar una iniciativa contra l'analfabetisme femení i una tradició de restringir les dones a tasques específiques de la casa. El 1920, va obrir el Koto Hoxhi school, anomenat després Koto Hoxhi, un del Rilindas d'Albània. El Koto Hoxhi school era una escola primària per a noies, de totes les parts de Gjirokastër i de totes les religions. Uns quants anys més tard esdevingué la directora de l'escola.

## Llegat
S'han escrit dues biografies d'Urani Rumbo. La primera va ser publicada el 1977 amb el títol Urani Rumbo: mestra de les persones (Urani Rumbo: Mësuese e Popullit en albanès), mentre que el segon va ser publicat el 2008 i titulat Urani Rumbo: la famosa treballadora de l'escola albanesa (Urani Rumbo punëtore e shquar e shkollës shqiptare en albanès).
L'1 de març de 1961, Urani Rumbo va rebre a títol pòstum la medalla Mësuese e Popullit (en català mestra del poble). En temps moderns, una escola en la ciutat de Gjirokastër fou anomenada Urani Rumbo.